# Arjen Lucassen

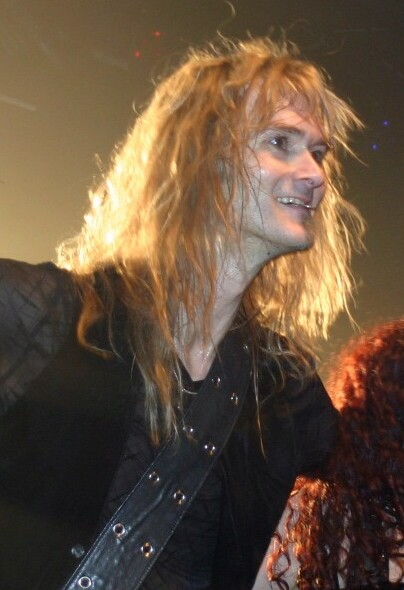
Lucassen tijdens een optreden in 2006

Arjen Anthony Lucassen (Den Haag, 3 april 1960) is een Nederlands componist en multi-instrumentalist, die onder andere gitaar, basgitaar en keyboards speelt. 
Hij groeide op in Den Haag, waar hij enige tijd gitarist was bij de Haagse hardrockband Bodine.
De Randstad werd hem echter al snel te druk, waardoor hij naar Noord-Brabant verhuisde.
Lucassen brak definitief door als gitarist bij de Waalwijkse hardrockband Vengeance.
De metalopera Ayreon wordt ook als Waalwijkse act beschouwd, terwijl het project vele artiesten kent vanuit vele streken.
In 2005 was Lucassen een van de oprichters van de band Stream of Passion.
Lucassen werd in 2025 benoemd tot Ridder in de Orde van de Nederlandse Leeuw vanwege exceptionele verdiensten op terrein van progressieve rock en metal.

## Levensloop
Lucassen is als soloartiest begonnen als Anthony, een naam waaronder hij in 1993 enkele singles produceerde.
In 1995 bracht hij, onder de naam Ayreon, het album The Final Experiment uit. Ayreon zou uitgroeien tot Arjen's grootste en meest ambitieuze project, met gastmusici uit een groot aantal bekende bands uit de stromingen hardrock en metal op de inmiddels 10 albums die onder deze naam zijn uitgebracht.
In 1996 bracht hij, onder de artiestennaam '?', een cover-cd uit bij het label Transmission getiteld Strange Hobby. Dit album bevat covers van bands als Pink Floyd, Donovan, The Kinks, T. Rex en The Beatles. 
In 2001 werd een nieuw project geboren: Ambeon, een samenwerking tussen Lucassen en de destijds veertienjarige zangeres Astrid van der Veen. Hiermee is tot nu toe slechts 1 album gemaakt: Fate of a Dreamer.
In 2002 maakte Lucassen een album met vier gastzangers onder de naam Star One: Zangers Damian Wilson (destijds van Threshold (band)), Russell Allen (Symphony X), Dan Swanö en Floor Jansen (destijds van After Forever) maakten met hem het album Space Metal (album), evenals het vervolg Victim of the Modern Age in 2010.
In september 2014 maakte Lucassen bekend een samenwerking met Anneke van Giersbergen aan te gaan onder de naam The Gentle Storm om in maart 2015 een cd uit te brengen met als titel The Diary.

## Discografie

### Albums
| Album met eventuele hitnotering(en) in de Nederlandse Album Top 100 | Datum van verschijnen | Datum van binnenkomst | Hoogste positie | Aantal weken | Opmerkingen                     |
| ------------------------------------------------------------------- | --------------------- | --------------------- | --------------- | ------------ | ------------------------------- |
| After The Silence, a symphonic poem by                              | 1981                  | -                     | -               | -            | met Pythagoras                  |
| Bold As Brass                                                       | 1982                  | -                     | -               | -            | met Bodine als Iron Anthony     |
| Three Times Running                                                 | 1983                  | -                     | -               | -            | met Bodine als Anthony Lucassen |
| Vengeance                                                           | 1984                  | 11-1984               | -               | -            | met Vengeance                   |
| We Have Ways To Make You Rock                                       | 1986                  | 24-05-1986            | 61              | 3            | met Vengeance                   |
| Take It Or Leave It                                                 | 1987                  | 19-09-1987            | 43              | 5            | met Vengeance                   |
| Arabia                                                              | 1989                  | 13-05-1989            | 48              | 6            | met Vengeance                   |
| Pools Of Sorrow, Waves Of Joy                                       | 1993                  | -                     |                 |              | als Anthony                     |
| The Final Experiment                                                | 27-10-1995            | -                     |                 |              | als Ayreon                      |
| Actual Fantasy                                                      | 23-10-1996            | -                     |                 |              | als Ayreon                      |
| Strange Hobby                                                       | 1996                  | -                     |                 |              | als Arjen Anthony Lucassen      |
| Into The Electric Castle                                            | 30-08-1998            | 19-09-1998            | 41              | 8            | als Ayreon                      |
| Universal Migrator Part 1: The Dream Sequencer                      | 20-06-2000            | 03-06-2000            | 64              | 3            | als Ayreon                      |
| Universal Migrator Part 2: Flight Of The Migrator                   | 20-07-2000            | 03-06-2000            | 61              | 3            | als Ayreon                      |
| Fate Of A Dreamer                                                   | 2001                  | -                     |                 |              | als Ambeon                      |
| Space Metal                                                         | 21-05-2002            | 11-05-2002            | 32              | 3            | als Star One                    |
| Live On Earth                                                       | 2003                  | -                     |                 |              | als Star One                    |
| The Human Equation                                                  | 24-05-2004            | 29-05-2004            | 7               | 6            | als Ayreon                      |
| Embrace The Storm                                                   | 2005                  | 29-10-2005            | 27              | 3            | als Stream of Passion           |
| 01011001                                                            | 28-01-2008            | 02-02-2008            | 2               | 9            | als Ayreon                      |
| On This Perfect Day                                                 | 23-06-2009            | 05-09-2009            | 33              | 3            | als Guilt Machine               |
| Victims Of The Modern Age                                           | 29-10-2010            | 06-11-2010            | 21              | 3            | als Star One                    |
| Lost In The New Real                                                | 20-04-2012            | 28-04-2012            | 16              | 3            | als Arjen Lucassen              |
| The Theory of Everything                                            | 25-10-2013            | 02-11-2013            | 3               | 4            | als Ayreon                      |
| The Diary                                                           | 20-03-2015            | 28-03-2015            | 6               | 6            | als The Gentle Storm            |
| The Source                                                          | 28-04-2017            | 06-05-2017            | 1               | 4            | als Ayreon                      |
| Transitus                                                           | 25-09-2020            | 03-10-2020            | 1               | 2            | als Ayreon                      |
| Revel in time                                                       | 18-02-2022            | 25-02-2022            | 1               | 2            | als Star One                    |
| Golden Age of Music                                                 | 19-05-2023            |                       |                 |              | als Supersonic Revolution       |
| Songs No One Will Hear                                              | 12-09-2025            |                       |                 |              | als Arjen Anthony Lucassen      |

### Dvd's
| Dvd's met hitnoteringen in de DVD Top 30 | Datum van verschijnen' | Datum van binnenkomst | Hoogste positie | Aantal weken | Opmerkingen                                                |
| ---------------------------------------- | ---------------------- | --------------------- | --------------- | ------------ | ---------------------------------------------------------- |
| Live On Earth                            | 2003                   | 10-05-2003            | 18              | 2            | als Star One                                               |
| Live In The Real World                   | 2006                   | 08-07-2006            | 16              | 5            | als Stream of Passion (featuring Ayreon)                   |
| The Theater Equation                     | 2016                   | 25-06-2016            | 3               | 18           | als Ayreon DVD+BluRay+CD's                                 |
| Ayreon Universe                          | 2018                   | 30-03-2018            | 1               | 43           | als Ayreon DVD+BluRay+CD's                                 |
| Electric Castle Live (and other tales)   | 2020                   | 27-03-2020            | 1               |              | als Ayreon DVD+BluRay+CD's and special wooden box edition. |